# 1962-es labdarúgó-világbajnokság-selejtező (CONMEBOL)
Az 1962-es labdarúgó-világbajnokság selejtezőjének CONMEBOL-zónájában összesen 7 nemzet harcolhatta ki a világbajnoki részvételt. Brazília címvédőként, Chile rendezőként automatikusan kijutott a tornára, Venezuela pedig nem indult a selejtezőkben. 6 csapatot 3 darab kér tagú csoportba osztották, ahol oda-visszavágós rendszerben, hazai pályán és idegenben egyaránt megmérkőztek egymással. A három csoportgyőztes kijutott az 1962-es világbajnokságra. Paraguay interkontinentális pótselejtezőt játszott a CCCF/NAFC-zóna győztesével.  

## Csoportkör

### 1. csoport
| Hely. | Csapat    | M | Gy | D | V | G+ | G– | Gk | P | Továbbjutás                          |  | Argentína | Ecuador |
| ----- | --------- | - | -- | - | - | -- | -- | -- | - | ------------------------------------ |  | --------- | ------- |
| 1.    | Argentína | 2 | 2  | 0 | 0 | 11 | 3  | +8 | 4 | Kijutott az 1962-es világbajnokságra |  | —         | 5–0     |
| 2.    | Ecuador   | 2 | 0  | 0 | 2 | 3  | 11 | −8 | 0 |                                      |  | 3–6       | —       |

| 1960. december 17. |

| Argentína                                                                  | 5 – 0       | Ecuador |
| -------------------------------------------------------------------------- | ----------- | ------- |
| Gómez 6' (öngól) Sanfilippo 53' Corbatta 55' (11-esből) Sosa 75' Pando 89' | Jegyzőkönyv |         |

| La Bombonera, Buenos Aires Nézőszám: 50 000 Játékvezető: Carlos Robles (chilei) |

### 2. csoport
| Hely. | Csapat  | M | Gy | D | V | G+ | G– | Gk | P | Továbbjutás                          |  | Uruguay | Bolívia |
| ----- | ------- | - | -- | - | - | -- | -- | -- | - | ------------------------------------ |  | ------- | ------- |
| 1.    | Uruguay | 2 | 1  | 1 | 0 | 3  | 2  | +1 | 3 | Kijutott az 1962-es világbajnokságra |  | —       | 2–1     |
| 2.    | Bolívia | 2 | 0  | 1 | 1 | 2  | 3  | −1 | 1 |                                      |  | 1–1     | —       |

| 1961. július 15. |

| Bolívia     | 1 – 1       | Uruguay     |
| ----------- | ----------- | ----------- |
| Alcócer 54' | Jegyzőkönyv | Cubilla 23' |

| Estadio Hernando Siles, La Paz Nézőszám: 22 000 Játékvezető: Carlos Robles (chilei) |

| 1961. július 30. |

| Uruguay                 | 2 – 1       | Bolívia     |
| ----------------------- | ----------- | ----------- |
| Cabrera 3' Escalada 39' | Jegyzőkönyv | Camacho 65' |

| Estadio Centenario, Montevideo Nézőszám: 51 695 Játékvezető: Carlos Robles (chilei) |

### 3. csoport
| Hely. | Csapat   | M | Gy | D | V | G+ | G– | Gk | P | Továbbjutás                          |  | Kolumbia | Peru |
| ----- | -------- | - | -- | - | - | -- | -- | -- | - | ------------------------------------ |  | -------- | ---- |
| 1.    | Kolumbia | 2 | 2  | 0 | 0 | 11 | 3  | +8 | 4 | Kijutott az 1962-es világbajnokságra |  | —        | 5–0  |
| 2.    | Peru     | 2 | 0  | 0 | 2 | 3  | 11 | −8 | 0 |                                      |  | 3–6      | —    |

| 1961. április 30. |

| Kolumbia    | 1 – 0       | Peru |
| ----------- | ----------- | ---- |
| Escobar 27' | Jegyzőkönyv |      |

| Estadio El Campín, Bogotá Nézőszám: 26 000 Játékvezető: Jorge Luis Praddaude (argentin) |

| 1961. május 7. |

| Peru                  | 1 – 1       | Kolumbia     |
| --------------------- | ----------- | ------------ |
| Delgado 3' (11-esből) | Jegyzőkönyv | González 68' |

| Estadio Nacional, Lima Nézőszám: 50 579 Játékvezető: Marino (uruguayi) |

## Interkontinentális pótselejtező
| Hely. | Csapat   | M | Gy | D | V | G+ | G– | Gk | P | Továbbjutás                          |  | Mexikó | Paraguay |
| ----- | -------- | - | -- | - | - | -- | -- | -- | - | ------------------------------------ |  | ------ | -------- |
| 1.    | Mexikó   | 2 | 1  | 1 | 0 | 1  | 0  | +1 | 3 | Kijutott az 1962-es világbajnokságra |  | —      | 1–0      |
| 2.    | Paraguay | 2 | 0  | 1 | 1 | 0  | 1  | −1 | 1 |                                      |  | 0–0    | —        |

## Kijutott csapatok
Az alábbi öt csapat jutott ki a CONMEBOL-zónából az 1962-es labdarúgó-világbajnokságra.
| Csapat    | Kijutás             | Kijutás dátuma     | Korábbi részvételek a világbajnokságon1         |
| --------- | ------------------- | ------------------ | ----------------------------------------------- |
| Chile     | Rendező             | 1956. június 10.   | 2 (1930, 1950)                                  |
| Brazília  | Címvédő             | 1958. június 29.   | 6 (összes) (1930, 1934, 1938, 1950, 1954, 1958) |
| Argentína | 1. csoport győztese | 1960. december 17. | 3 (1930, 1934, 1958)                            |
| Uruguay   | 2. csoport győztese | 1961. július 30.   | 3 (1930, 1950, 1954)                            |
| Kolumbia  | 3. csoport győztese | 1961. május 7.     | 0 (debütálás)                                   |

1 Félkövérrel az adott év világbajnokai vannak jelölve. Dőlt betűvel az adott év rendezői kerültek feltüntetésre.